# Claude de Montmorency-Fosseux
Claude de Montmorency-Fosseux (1507-1546), fue un noble y militar francés del siglo XVI.

## Biografía
Nació en 1507 como hijo de Rolland de Montmorency-Fosseux, Caballero, Señor de Fosseux, de Hauteville, de La Tour de Chaumont y de otros lugares, y de Louise d'Orgemont, Dama de Baillet-sur-Esche.
Fue Consejero y Mayordomo ordinario de la Casa de S.M. Francisco I Rey de Francia, y su Lugarteniente General en la Real Armada Francesa y luego Vicealmirante.

## Títulos
- Barón de Fosseux
- Señor de Hauteville
- Señor de Lenval
- Señor de Courcelles
- Señor de Grigneval
- Señor de Ézanville
- Señor de Champs-sur-Marne
- Señor de Compans
- Señor de La Tour de Chaumont
- Consejero de S.M. el Rey
- Mayordomo ("Maître d'Hôtel") de la Casa de S.M. el Rey
- Vicealmirante de la Real Armada Francesa.

## Matrimonio y descendencia

Escudo de armas de la Casa de Aumont.

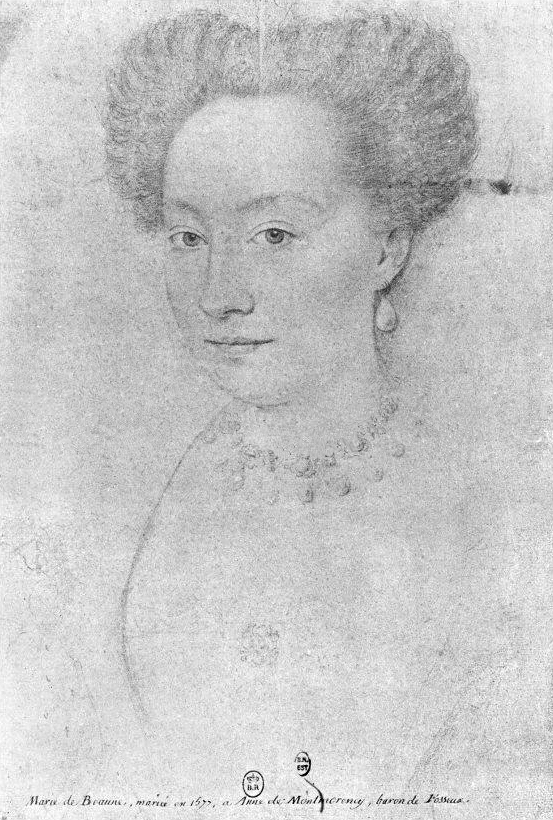
Françoise de Montmorency-Fosseux, la "Belle Fosseuse", hija de Pierre I de Montmorency-Fosseux y nieta de Claude de Montmorency-Fosseux.

Claudio de Montmorency-Fosseux contrajo matrimonio con la Baronesa Anne d'Aumont, Dama y Baronesa de Thury, de Lardière, de Corbeil-le-Cerf y de Le Vau de Molle, hija de Ferry d'Aumont, Señor de Aumont y de Méru, y de Françoise de Ferrières, Dama de Dangu y de Thury.
Fueron lo progenitores de:
- 1. Pierre I de Montmorency-Fosseux, Barón de Fosseux, I Marqués de Thury, Conde de Châteauvillain, Caballero de las Órdenes del Rey, Gentilhombre ordinario de la Cámara de Su Majestad y Capitán de 50 hombres de armas. Casó con Jeanne d'Avaugour, Dama de Courtalain y de Lauresse, con quien tuvo descendencia, de entre la que destacó su nieta, Françoise de Montmorency-Fosseux (1566-1641), llamada la "Belle Fosseuse", Dama de Compañía de la Reina Margot y una de las favoritas de S.M. el Rey Enrique IV de Francia.
- 2. François de Montmorency-Hallot, Señor de Hallot, Barón de Hauteville, Barón de Bouteville, Barón de La Roche-Millet, Señor y castellano de Crèvecœur, Caballero de la Orden de San Miguel y Copero de S.M. el Rey.
- 3. Charles de Montmorency-Fosseux, Sacerdote cisterciense, Consejero y Capellán de S.M. el Rey y Abad del monasterio de Nôtre-Dame de Lannoy en el obispado de Beauvais.
- 4. Georges de Montmorency-Fosseux, Señor de Aumont, de La Neuville y de Vau de Molle, Capitán de los Reales Ejércitos del Rey, hombre de armas de la Compañía de su primo Enrique I de Montmorency-Damville, Duque de Montmorency. Casó con François Potart de Germigny, Dama de Germigny.
- 5. Claude de Montmorency-Fosseux, Señor de Amblainville, Abad del monasterio de Nôtre Dame de Ressons en Picardía.
- 6. Charlotte de Montmorency-Fosseux, Dama de Ézanville, casada con Charles du Croc, Señor de Morte-Fontaine y de Mesnil-Terribut.
- 7. Geneviève de Montmorency-Fosseux, Dama de Bezit-le-Long, que contrajo primer matrimonio con el Caballero Charles de Pellevé, Señor de Rebais y de Tanières, Capitán de 50 hombres de armas muerto en la Batalla de Saint-Denis en 1567. Casada con dispensa papal en segundas nupcias en 1576 con su primo hermano Jean de Rouvroy de Saint-Simon, Señor de Hédouville.
- 8. Françoise de Montmorency-Fosseux, religiosa profesa .
- 9. Claude de Montmorency-Fosseux, religiosa benedictina en la Abadía de Flines, cerca de Douai.